# Skorovztah
Skorovztah (anglicky situationship) označuje romantický nebo sexuální vztah, který není oficiálně definovaný ani závazný. Partneři v něm spolu tráví čas, sdílejí intimitu, ale zároveň se vyhýbají pojmenování vztahu. Typickými znaky jsou emoční nejistota, chaotická frekvence kontaktu, minimální začlenění do života druhého a často i nevyřčená očekávání. Také jsou obvykle nejasné hranice, rozdílná očekávání, proměnlivá frekvence kontaktu a absence formálních závazků či vyjasněných rolí.
Anglický termín situationship popularizovaly články v médiích jako Time, Vogue a Axios. Článek Michaela R. Langlaise a kolektivu z texaské soukromé křesťanské Baylorovy univerzity a Floridské státní univerzity, uveřejněný v magazínu Sexuality & Culture roku 2024, definuje skorovztah jako vztah s nízkou mírou závazků, ale s emocionálním nebo sexuálním zapojením, kde chybí jasné označení nebo budoucí směřování. Účastníci skorovztahu často hlásí stres, frustraci nebo úzkost spojenou s nejasností vztahu.